# Sant Miquel de Vilaclara
Sant Miquel de Vilaclara és una capella romànica del municipi del Bruc, a la comarca de l'Anoia. Es troba adossada a un mas a prop del túnel del Bruc, a 1 km de la carretera. És una obra protegida com a bé cultural d'interès local.

## Descripció
És una capella d'una nau, adossada al mur d'una masia abandonada. Absis amb arcuacions llombardes separades per pilastres i una petita finestra. Cobert amb boveda de maçoneria. Murs de pedra i maçoneria. L'entrada és per una petita porta allindada cara ponent. En el seu interior i junt l'absis hi ha un cup.

## Història
Era la capella d'un grup de masies situades damunt d'un turó, envoltades de bosc de pins, conegudes per Can Cuixa, actualment enderrocades. L'edifici ha estat totalment desfigurat per integrar-se a la construcció adossada.
Ja existia el 1077, quan bescompte Udalard, senyor del Castell de la Guàrdia la cedí al monestir de Sant Cugat. El 1727 deixà d'utilitzar-se com a capella i al 1757fou abandonada definitivament. S'hi venerava el copatró de la vila.